# Kaktusfestivalen
Kaktusfestivalen, också kallad bara Kaktus, var en årligen återkommande musikfestival som arrangeras i KAK-området (Köping, Arboga och Kungsör). Den första festivalen hölls i Arboga 2003 och den sista 2006.
Festivalen arrangerades av den ideella föreningen Festival i KAK som startades som ett samarbete mellan arrangörsföreningarna Diskant, Sirius och Ukulele från de tre kommunerna i KAK-området i Västmanland. Bland arrangörerna fanns bland andra Joacim Hammarström, Niclas Hammarström, Emelie Bergermark, Lina Ekdahl, Conny Hammarström, Ricard Hammarström, Thomas Tierney, Tom Ranskär, Daniel Hult, Fredric Hammarström, Hannah Gustafson och Mikael Friskman. Joacim Hammarström var huvudansvarig för Kaktus 2003 och 2004 som arrangerades på flygfältet i Arboga, Lina Ekdahl var huvudansvarig 2005 i Köping och Niclas Hammarström 2006 i Kungsör. Det var en stor lokal uppslutning med ett 100-tal arrangörer och funktionärer involverade som bidrog till att få festivalen att fungera.
Tanken med festivalen var att visa att det gick att anordna en festival i den regionen och det uppnåddes. Det var i snitt 2000 besökare per år som besökte festivalen och bland artisterna som uppträdde fanns Mustasch, Entombed, Peter Bjorn and John, Leaf Hound och Charta 77.
Den sista festivalen hölls i Kungsör 2006. Våren 2007 meddelades det på festivalens hemsida att festivalen skulle ta en paus på grund av bristande energi från arrangörerna. Arrangörerna hoppades på att fler skulle involvera sig i ledningen för att få mer uppbackning i förarbetet men på grund av bristande intresse för att medverka i ledningen valde de huvudansvariga att låta festivalen vara vilande. Det är ännu oklart om det blir någon mer Kaktusfestival.